# Castelnou (Spanyolország)
Castelnou (aragónul Casterló vagy Castenló) település Spanyolországban, Teruel tartományban. Castelnou Escatrón, Samper de Calanda, Jatiel és Sástago községekkel határos. Lakosainak száma 99 fő (2024).

## Népesség
A település népessége az utóbbi években az alábbiak szerint változott:
| Lakosok száma | 106  | 109  | 123  | 109  | 177  | 140  | 146  | 141  | 113  | 99   |
|               | 2001 | 2004 | 2007 | 2009 | 2012 | 2014 | 2017 | 2019 | 2022 | 2024 |